# 奧特卡斯特群島
奧特卡斯特群島（英語：Outcast Islands）是南極洲的群島，位於昂韋爾島西南岸，處於波拿巴角西南面3.2公里，屬於帕默群島的一部分，現時由南極條約體系管理。